# Довгодько, Наталия Викторовна
Ната́лия Ви́кторовна Довго́дько (укр. Наталія Вікторівна Довгодько; род. 7 февраля 1991, Киев) — украинская гребчиха, выступает за сборную Украины по академической гребле с 2011 года. Чемпионка летних Олимпийских игр в Лондоне, чемпионка Европы, многократная победительница и призёрша этапов Кубка мира, регат национального значения. На соревнованиях представляет спортивный клуб «Дзержинка», заслуженный мастер спорта Украины.

## Биография
Наталия Довгодько родилась 7 февраля 1991 года в Киеве. Поскольку оба её родителя в прошлом были гребцами, дочь тоже пошла в академическую греблю. Серьёзно заниматься этим видом спорта начала с десяти лет, проходила подготовку на киевской гребной базе «Зенит» под руководством тренера Раисы Семёновны Кирилловой, позже состояла Центральном спортивном Клубе Вооружённых сил Украины и в днепродзержинском спортивном клубе «Дзержинка», где тренировалась у таких специалистов как Владимир Морозов и Дина Мифтахутдинова.
Первого серьёзного успеха добилась в 2007 году, когда попала в юношескую сборную Украины и побывала на юниорском чемпионате мира в Пекине, где заняла восьмое место в зачёте парных одиночных лодок. Год спустя выступала на аналогичных соревнованиях в Австрии, в той же дисциплине показала девятый результат. Ещё через год участвовала в чемпионате мира среди юниоров во Франции, на сей раз была в одиночках седьмой. В 2010 году на молодёжном мировом первенстве в Бресте финишировала седьмой в программе парных четвёрок.
На взрослом международном уровне Довгодько дебютировала в сезоне 2011 года, после того как в одиночках заняла восьмое место на молодёжном чемпионате мира в Амстердаме. Пробившись в основной состав украинской национальной сборной, съездила на взрослый чемпионат Европы в болгарский Пловдив, где стала в парных одиночках пятой. Благодаря череде удачных выступлений удостоилась права защищать честь страны на летних Олимпийских играх 2012 года в Лондоне — с четырёхместным парным экипажем, куда также вошли гребчихи Яна Дементьева, Анастасия Коженкова и Екатерина Тарасенко, одолела всех соперниц и завоевала тем самым золотую медаль. Кроме того, в этом сезоне одержала победу на двух этапах Кубка мира и выиграла золото на чемпионате Европы в итальянском Варесе.
После лондонской Олимпиады Довгодько осталась в основном составе украинской национальной сборной и продолжила принимать участие в крупнейших международных регатах. Так, в 2013 году в парных одиночках она заняла пятое место на чемпионате Европы в испанской Севилье, четвёртое на молодёжном чемпионате мира в Австрии и девятое на взрослом чемпионате мира в корейском Чхунджу, добыла золото на летней Универсиаде в Казани. На европейском первенстве 2014 года в сербском Белграде расположилась на девятой строке зачёта одиночных парных лодок. За выдающиеся спортивные достижения удостоена почётного звания «Заслуженный мастер спорта Украины», награждена орденами «За заслуги» II и III степеней.
Имеет высшее образование, в 2013 году окончила Киевский политехнический институт. Её старший брат Иван Довгодько тоже является знаменитым гребцом, чемпион Европы и мира 2014 года.